# زبان تایلندی جنوبی
زبان تایلندی جنوبی (ภาษาไทยถิ่นใต้) که همچنین به نام دامبرو (ภาษาตามโพร)، پاک تای (ภาษาปักษ์ใต้) یا «زبان جنوبی» (ภาษาใต้) نیز شناخته می‌شود، یک زبان تای جنوب غربی است که در جنوب تایلند و همچنین توسط جوامع کوچک در شمالی‌ترین ایالت‌های مالزی صحبت می‌شود. این زبان توسط تقریباً پنج میلیون نفر و به عنوان زبان دوم توسط ۱٫۵ میلیون گویشور مالایی پاتانی و سایر گروه‌های قومی صحبت می‌شود. بیشتر سخنرانان همچنین به گویش‌های مرکزی تایلندی مسلط هستند یا آن‌ها را درک می‌کنند.